# La Habra Heights
La Habra Heights és una ciutat dels Estats Units a l'estat de Califòrnia. Segons el cens del 2000 tenia 5.712 habitants.

## Demografia
Segons el cens del 2000, La Habra Heights tenia 5.713 habitants, 1.887 habitatges, i 1.590 famílies. La densitat de població era de 355,7 habitants/km².
Dels 1.887 habitatges en un 34% hi vivien nens de menys de 18 anys, en un 74% hi vivien parelles casades, en un 7,1% dones solteres, i en un 15,7% no eren unitats familiars. En l'11,8% dels habitatges hi vivien persones soles el 4,8% de les quals corresponia a persones de 65 anys o més que vivien soles. El nombre mitjà de persones vivint en cada habitatge era de 3,03 i el nombre mitjà de persones que vivien en cada família era de 3,29.
Per edats la població es repartia de la següent manera: un 24,5% tenia menys de 18 anys, un 6,8% entre 18 i 24, un 23,4% entre 25 i 44, un 30,4% de 45 a 60 i un 14,9% 65 anys o més.
L'edat mediana era de 42 anys. Per cada 100 dones de 18 o més anys hi havia 98,2 homes.
La renda mediana per habitatge era de 101.080 $ i la renda mediana per família de 103.647 $. Els homes tenien una renda mediana de 79.004 $ mentre que les dones 41.981 $. La renda per capita de la població era de 47.258 $. Entorn del 2% de les famílies i el 3,4% de la població estaven per davall del llindar de pobresa.

## Poblacions properes
El següent diagrama mostra les poblacions més properes.